# Hardegsen
Hardegsen település Németországban, azon belül Alsó-Szászország tartományban. Lakosainak száma 7644 fő (2023. december 31.).

## Népesség
A település népességének változása:
| Lakosok száma | 7815 | 7694 | 7625 | 7587 | 7578 | 7715 | 7644 |
|               | 2015 | 2016 | 2017 | 2019 | 2021 | 2022 | 2023 |